# Tlacoapa

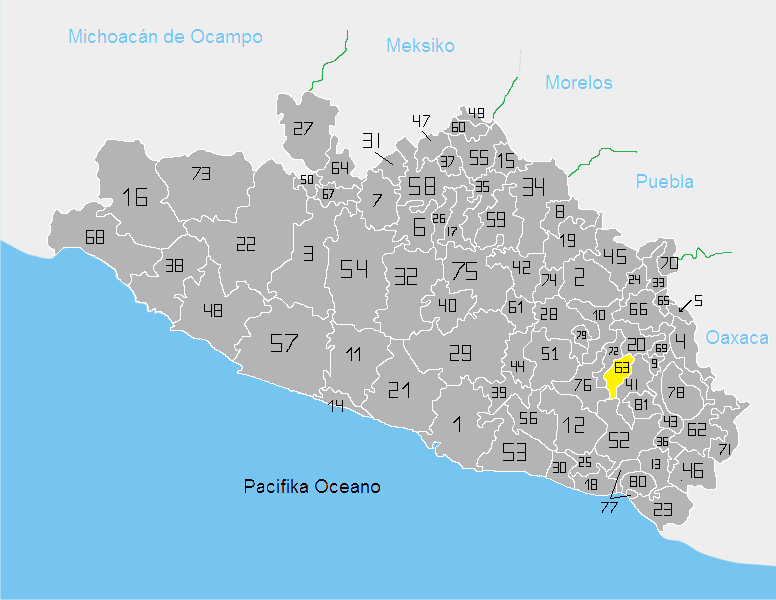
Tlacoapa

Tlacoapa é um município do estado de Guerrero, no México.